# Brüssel-Marathon
Der Brüssel-Marathon (offizieller Name Brussels Marathon) ist ein Marathon, der seit 2004 in Brüssel stattfindet. Zum Programm gehört auch ein Halbmarathon.

## Strecke
Der Kurs startet im Jubelpark von Etterbeek und führt zunächst über die Rue de la Loi/Wetstraat westwärts nach Brüssel-Stadt zum Palast der Nation und zum Königlichen Palast. Über die Avenue Loise geht es südwärts auf eine Schleife durch den Stadtwald Bois de la Cambre/Ter Kamerenbos. Danach passiert man in Ixelles/Elsene die Université libre de Bruxelles passiert und durchläuft in einem Bogen Watermael-Boitsfort/Watermaal-Bosvoorde, Auderghem/Oudergem und Woluwe-Saint-Pierre/Sint-Pieters-Woluwe, wo sich der Kurs teilt. Die Halbmarathonläufer begeben sich direkt über die Avenue de Tervueren/Tervurenlaan und die Rue de la Loi/Wetstraat zum Ziel auf der Grand-Place (Grote Markt), während die Marathonis erst noch eine Wendepunktstrecke absolvieren müssen, die ostwärts nach Tervuren verläuft.
Die Strecke ist mit ca. 200 Höhenmetern ziemlich wellig für einen Stadtmarathon.

## Statistik

### Streckenrekorde
- Männer: 2:10:59 h, John Ekiru Kelai (KEN), 2004 (schnellste Zeit auf belgischem Boden)
- Frauen: 2:32:16 h, Jennifer Chesinon Lingakwiang (KEN), 2004

### Siegerliste
Quelle: Website des Veranstalters
| Datum         | Männer               | Nation  | Zeit    | Frauen                        | Nation                 | Zeit    |
| ------------- | -------------------- | ------- | ------- | ----------------------------- | ---------------------- | ------- |
| 1. Okt. 2023  | Simon Kipkosgei      | Kenia   | 2:15:31 | Christa Cain                  | Vereinigtes Königreich | 2:50:50 |
| 2. Okt. 2022  | Dominic Mibei        | Kenia   | 2:14:13 | Veerle D'haese                | Belgien                | 3:10:16 |
| 6. Okt. 2019  | Michael Chege        | Kenia   | 2:17:53 | Kabiratou Nassam              | Belgien                | 2:54:48 |
| 28. Okt. 2018 | Laban Cheruiyot      | Kenia   | 2:24:20 | Kabiratou Nassam              | Belgien                | 2:57:59 |
| 1. Okt. 2017  | Stephen Kiplagat     | Kenia   | 2:11:44 | Christelle Lemaire            | Belgien                | 3:10:42 |
| 2. Okt. 2016  | Eric Kering          | Kenia   | 2:16:51 | Virginie Vandroogenbroeck     | Belgien                | 2:53:41 |
| 4. Okt. 2015  | Geoffrey Kipkoech    | Kenia   | 2:14:39 | Soetkin Demey                 | Belgien                | 3:05:31 |
| 5. Okt. 2014  | Florent Caelen       | Belgien | 2:16:31 | Louise Deldicque              | Belgien                | 2:56:27 |
| 6. Okt. 2013  | Samson Kiptoo Bungei | Kenia   | 2:15:48 | Maja Glesti                   | Schweiz                | 3:10:21 |
| 7. Okt. 2012  | Joash Kipkoech Mutai | Kenia   | 2:16:41 | Claire Macht                  | Deutschland            | 3:06:15 |
| 2. Okt. 2011  | Paul Kiprop Kirui    | Kenia   | 2:14:51 | Mariska Dute -2-              | Niederlande            | 3:00:01 |
| 10. Okt. 2010 | Levy Matebo Omari    | Kenia   | 2:13:30 | Mariska Dute                  | Niederlande            | 2:59:16 |
| 4. Okt. 2009  | Abraham Potongole    | Kenia   | 2:15:15 | Virginie Soenen               | Belgien                | 3:07:01 |
| 5. Okt. 2008  | Rik Ceulemans        | Belgien | 2:19:29 | Anne Zijderveld               | Niederlande            | 3:15:51 |
| 14. Okt. 2007 | Jonathan Kiptoo Yego | Kenia   | 2:12:16 | Rael Jepyator Kimaiyo         | Kenia                  | 2:41:20 |
| 27. Aug. 2006 | Nasar Sakar Saeed    | Kenia   | 2:11:26 | Irene Mogaka                  | Kenia                  | 2:42:53 |
| 28. Aug. 2005 | Samson Kosgei        | Kenia   | 2:12:03 | Rose Kerubo                   | Kenia                  | 2:37:48 |
| 10. Okt. 2004 | John Ekiru Kelai     | Kenia   | 2:10:59 | Jennifer Chesinon Lingakwiang | Kenia                  | 2:32:16 |